# Cassa nazionale di previdenza ed assistenza a favore dei ragionieri e periti commerciali
La Cassa nazionale di previdenza ed assistenza a favore dei ragionieri e periti commerciali (CNPR), è un ente gestore di forme di previdenza di primo pilastro, avente lo scopo di provvedere al trattamento pensionistico dei ragionieri e periti commerciali ad esso iscritti.
La Cassa è una pubblica amministrazione che svolge un servizio pubblico di tipo previdenziale e da stato assistenziale previsti dall'art. 38 della Costituzione.
La Cassa quindi paga le pensioni e le altre prestazioni previdenziali con le imposte che riscuote.

### Leggi
- Costituzione della Repubblica Italiana
- Decreto legislativo 30 giugno 1994, n. 509, in materia di "Attuazione della delega conferita dall'art. 1, comma 32, della legge 24 dicembre 1993, n. 537, in materia di trasformazione in persone giuridiche private di enti gestori di forme obbligatorie di previdenza e assistenza."
- Decreto-legge 2 dicembre 2011, n. 201, articolo 24, in materia di "Disposizioni urgenti per la crescita, l'equita' e il consolidamento dei conti pubblici."

### Circolari
- Circolare Ministero del Lavoro e delle Politiche sociali - 16 giugno 2012 (PDF) (archiviato dall'url originale il 4 maggio 2014).